# بين إي. ماي
بين إي. ماي (بالإنجليزية: Ben E. May)‏ هو شخصية أعمال أمريكي، ولد في 1889، وتوفي في 1972.